# Peter Rehder (Slawist)
Peter Rehder (* 8. März 1939 in Schwerin) ist ein deutscher Slawist.
Nach dem Studium der Slawistik an der Ludwig-Maximilians-Universität München wurde Peter Rehder 1967 promoviert und trat danach eine Stelle als Assistent an derselben Universität an. Nach seiner Habilitation im Jahr 1978 wurde er dort 1982 Professor für slawische Philologie und Balkanphilologie und blieb es bis zu seiner Pensionierung im Jahr 2004.
Peter Rehder hat vor allem zu älteren Sprachstufen und den südslawischen Sprachen und Literaturen publiziert. Außerdem ist er Herausgeber mehrerer slawistischer Reihen (u. a. Slavistische Beiträge) und hat von 1977 bis 2019 die Zeitschrift Die Welt der Slaven herausgegeben.
Rehder begründete 1988 die Alois-Schmaus-Stiftung an der Universität München und war jahrzehntelang Vorsitzender des Stiftungsrats.